# Santuario de la Virgen de Betania
El Santuario de la Virgen de Betania es un complejo religioso católico localizado a unos kilómetros de la ciudad de Cúa, en el estado Miranda, al norte del país sudamericano de Venezuela. El complejo incluye una capilla católica y diversos espacios dedicados a la Virgen María en su advocación de Betania. Los católicos creen que en el lugar se han producido apariciones milagrosas, porque lo que, lo que antes era una finca de 200 hectáreas donde se producía entre otros productos café y cacao, ahora se transformó en un sitio de peregrinación cristiana popular en el país.
Los peregrinos recogen agua que consideran "milagrosa" de una gruta en las que se encuentra de la Virgen María normalmente adornada con arreglos florales. Las primeras apariciones según se cree se habrían producido en mayo de 1977
En el año 2005 el santuario fue declarado patrimonio histórico, arquitectónico y cultural de Miranda, por el gobierno del estado de Venezuela al que pertenece. Ya había sido declarado Patrimonio Histórico-Religioso de Cúa desde mayo de 1992.

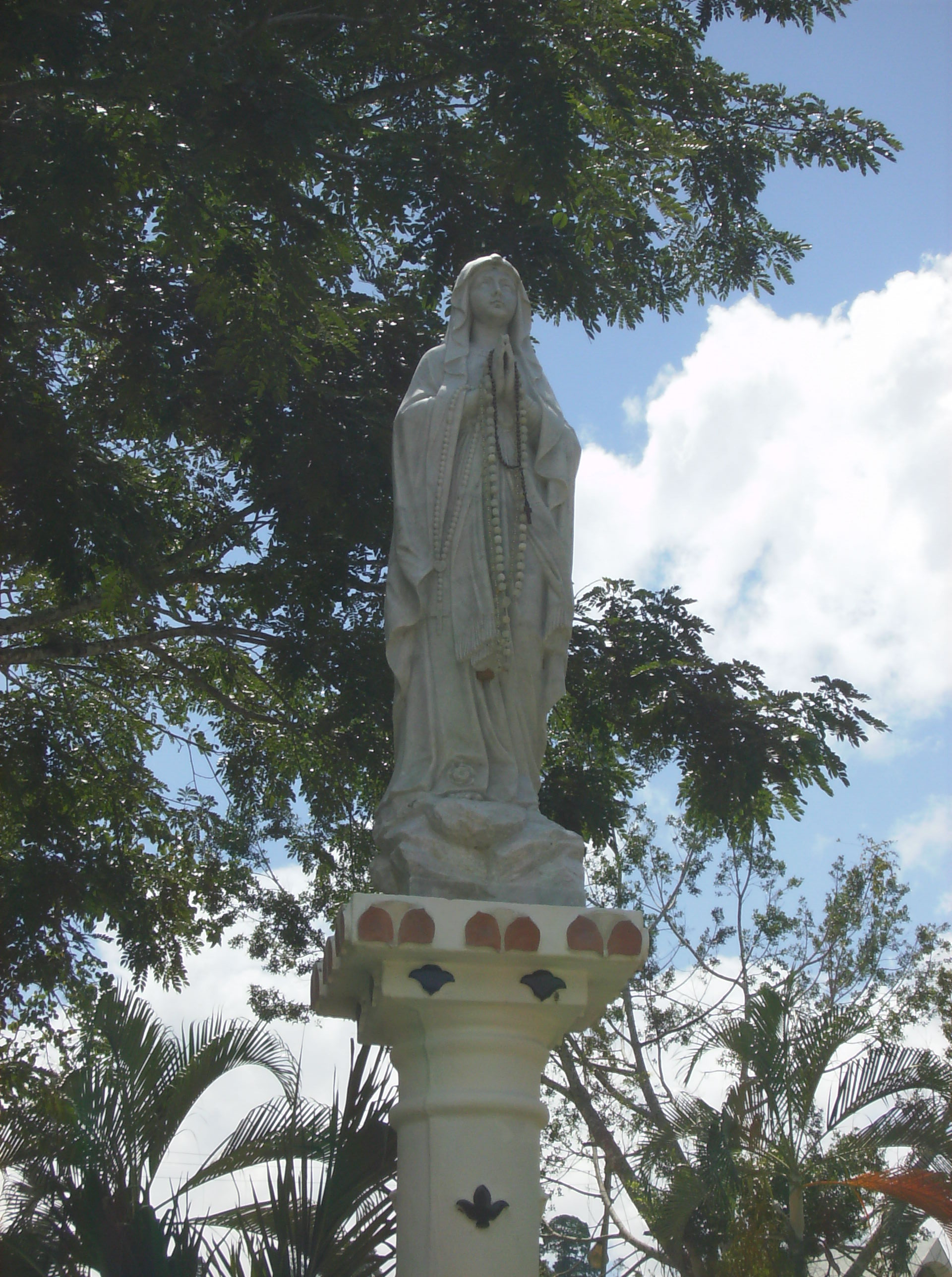
Monumento a la Virgen María, Plaza del Santuario de la Virgen de Betania